# Élections archiépiscopales chypriotes de 2022
Les élections archiépiscopales chypriotes de 2022 ont eu lieu le 18 décembre 2022, pour élire le nouvel archevêque de l'Église de Chypre après la mort du précédent archevêque, Chrysostome II.

## Contexte et procédure
Chrysostome II meurt le 7 novembre 2022 des suites d'un cancer intestinal à l'âge de 81 ans. Un deuil national de six jours est proclamé à Chypre après la mort du hiérarque. Il est enterré le 12 novembre 2022 dans la cathédrale de l'apôtre Barnabé à Nicosie, où sont inhumés les archevêques de Chypre. La cérémonie est présidée par Georges de Paphos et y participent, entre autres, le président de Chypre, Bartholomée Ier, le patriarche d'Alexandrie, l'archevêque de Grèce et la présidente de la Grèce.
L'Église de Chypre est l'une des dernières Églises orthodoxes à pratiquer le procédé apostolique de l'élection épiscopale. La procédure (auparavant réservée à un collège de grands-électeurs, théologiens, prêtres et évêques) a été démocratisée lors de l'instauration de la nouvelle Charte de l'Église de Chypre par Chrysostome II, qui a ouvert le vote au suffrage universel.
Les fidèles orthodoxes de toutes nationalités confondues résidant sur l'île de Chypre depuis plus d'un an et inscrits sur les listes électorales du Saint-Synode élisent des représentants du clergé pour que ceux-ci puissent avoir une chance de devenir le prochain archevêque de Chypre, la plus haute autorité orthodoxe de l'Église de Chypre,,.
Sont éligibles tous les archiprêtres de l'Église de Chypre ou les prêtres et diacres qui ont : un diplôme de théologie d'une école orthodoxe reconnue, dix ans de ministère et trente-cinq ans révolus,,.
Les trois candidats avec les meilleurs résultats au suffrage universel entrent ensuite dans un triumvirat. La deuxième partie de l'élection se déroule alors à huis clos par le Saint-Synode. À l'issue de ce vote, qui départage les trois élus, le candidat qui a reçu la majorité absolue des suffrages du Saint-Synode devient archevêque de Chypre et est intronisé dans les quinze jours suivant la décision,,. Généralement, deux des trois élus sont les représentants des tendances majoritaires au sein de l'archevêché - souvent, la troisième personne est choisie par le Saint-Synode pour empêcher qu'une des deux factions l'emporte sur l'autre, et permet d'établir un consensus, même si cela varie en fonction des élections,.

## Candidats
Plusieurs métropolites auraient fait part de leur intérêt pour les élections avant la mort de l'archevêque ; il s'agit de Georges de Paphos, d'Athanase de Limassol, Esaïe de Tamassos ainsi que des métropolites de Constantias, Morphou, Karpasia et Kykkos,,,. Au départ, le métropolite de Famagouste (Constantias), Basile, est le seul à s'être officiellement déclaré comme candidat.
Finalement, ce sont les métropolites Georges de Paphos, Esaïe de Tamassos, Athanase de Limassol, Chrysostome de Kyrenia, Néophyte de Morphou et Basile de Constantias qui se présentent.

## Prises de position des candidats
La question fondamentale dans les rapports de pouvoir entre les candidats est la relation à entretenir dans la question de l'autocéphalie de l'Église ukrainienne, là où le défunt archevêque de Chypre, Chrysostome II, l'avait ardemment défendue,,, condamnant de manière explicite l'invasion russe de l'Ukraine et s'opposant aux tentatives d'ingérence de la Russie dans d'autres Églises orthodoxes, dont celle de Chypre,,. Avant de mourir, il s'est opposé aux métropolites de Limassol et de Morphou en disant qu'ils n'étaient pas « sains d'esprit » et les qualifiant de « protestants » pour leur refus de concélébrer avec lui, malgré le fait qu'il soit leur supérieur hiérarchique,.
Le métropolite Georges de Paphos est un ami de longue date du patriarche œcuménique Bartholomée Ier. Dès le début de la question de l'autocéphalie de l'Église ukrainienne, il a soutenu la décision prise par le patriarcat œcuménique.
Il en va de même pour le métropolite de Constantia, Basile, qui a aussi toujours entretenu des relations privilégiées avec le Patriarcat œcuménique et l'Église de Grèce. Il déclare être l'un des candidats que le défunt Chrysostome II aurait souhaité voir lui succéder.
Le métropolite Athanase de Limassol est l'un des candidats de la faction pro-russe ; il s'était déjà présenté aux élections en 2006 et avait perdu contre Chrysostome II. En cause, une forte présence d'oligarques russes à Limassol renforce ses liens avec le Kremlin. Il a fait construire une église en style russe à Chypre pour satisfaire les pèlerins et les touristes russes, qui sont une part importante de ses revenus, du moins jusqu'aux sanctions contre la Russie.
Le métropolite de Tamassos, Esaïe, est lui aussi un candidat proche du gouvernement russe ; il a étudié en Russie, où il a développé des relations avec des acteurs financiers et ecclésiastiques de Russie. Il a, comme le métropolite de Limassol, fait construire une église de style russe grâce à l'argent d'un oligarque russe et s'est même fait reprendre par Chrysostome II lorsqu'il a officié une liturgie en l'honneur du tsar Nicolas II, qui n'est pas reconnu comme saint par l'Église de Chypre, en habits liturgiques russes.
Le métropolite de Kykkos, Nicéphore, défend une position pro-russe ; il s'est opposé à l'autocéphalie de l'Église ukrainienne avec les métropolites de Limassol et de Tamassos. Il avait perdu les élections archiépiscopales de 2006 contre Chrysostome II. Ce dernier l'a accusé, avec les deux autres métropolites, de servir les intérêts de la Russie pour des questions personnelles et non pour le bien de l'orthodoxie.
Le métropolite de Morphou, quant à lui, est connu pour ses nombreuses prises de position complotistes, déclarant trouver des prophéties de la pandémie de COVID-19 dans Asterix, par exemple, ou que le sexe anal conduit les enfants à devenir homosexuels. Il soutient aussi l'invasion russe de l'Ukraine en déclarant qu'« une guerre doit être menée pour purger les enfants du démon »,,,,.

## Conflits entre candidats
Dès les premiers jours de la campagne électorale, des conflits émergent entre plusieurs candidats. Le métropolite de Limassol, Athanase, déclare à la presse : « Je ne souhaite pas être élu, mais si l'Église me confie un tel ministère, je l'accepterais » à la suite de quoi Georges de Paphos répond qu'« il est quelque peu inconfortable, alors que l'archevêque n'est pas encore enterré, de discuter de telles questions ».
Un nouveau conflit éclate lors de la réunion du Saint-Synode, le 14 novembre 2022, les candidats les moins connus souhaitant avoir un délai supplémentaire pour mener leur campagne électorale, au delà des 40 jours prévus par la Charte de l'Église de Chypre. Cette demande est refusée par un vote de 10 contre 6.

## Résultats
Les résultats du vote populaire sont les suivants ; en ordre décroissant, Athanase de Limassol (35,68%), Georges de Paphos (18,39%), Esaïe de Tamassos (18,10%), Basile de Constantias (14,79%), Néophyte de Morphou (9,80%), Chrysostome de Kyrenia (3,24%).
Après le vote populaire, les métropolites Athanasios de Limassol, Georges de Paphos et Isaias de Tamassos sont les trois vainqueurs. Ils passent au deuxième tour et doivent réunir 9 voix au sein du Saint-Synode de l'Église de Chypre pour être choisis comme prochain archevêque de Chypre.
C'est finalement Georges de Paphos qui est élu archevêque de Chypre avec 11 voix sur 16,.